# Tadatoshi Akiba
Tadatoshi Akiba (秋葉忠利, Akiba Tadatoshi) est un homme politique japonais appartenant au Parti social-démocrate. Né le 3 novembre 1942 à Tokyo, il fut maire de la ville de Hiroshima de 1999 à 2011 et membre de la chambre des représentants du Japon de 1990 à 1999.
Il reçoit le prix Ramon Magsaysay en 2010 pour son action en faveur du désarmement nucléaire.
En avril 2013, il fut lauréat de la Medaille Otto Hahn pour la Paix de l'Association Allemande pour les Nations unies (DGVN) à Berlin.

## Biographie
Tadatoshi Akiba est né à Tokyo le 3 novembre 1942. En 1959, il part pour un programme d'échange scolaire à Elmwood Park dans la banlieue de Chicago.

## Sources